# Cyphosterna quadrilineata
Cyphosterna quadrilineata är en skalbaggsart som beskrevs av Louis Alexandre Auguste Chevrolat 1862. Cyphosterna quadrilineata ingår i släktet Cyphosterna och familjen långhorningar. Inga underarter finns listade i Catalogue of Life.